# Herman Oskarowitsch Gref

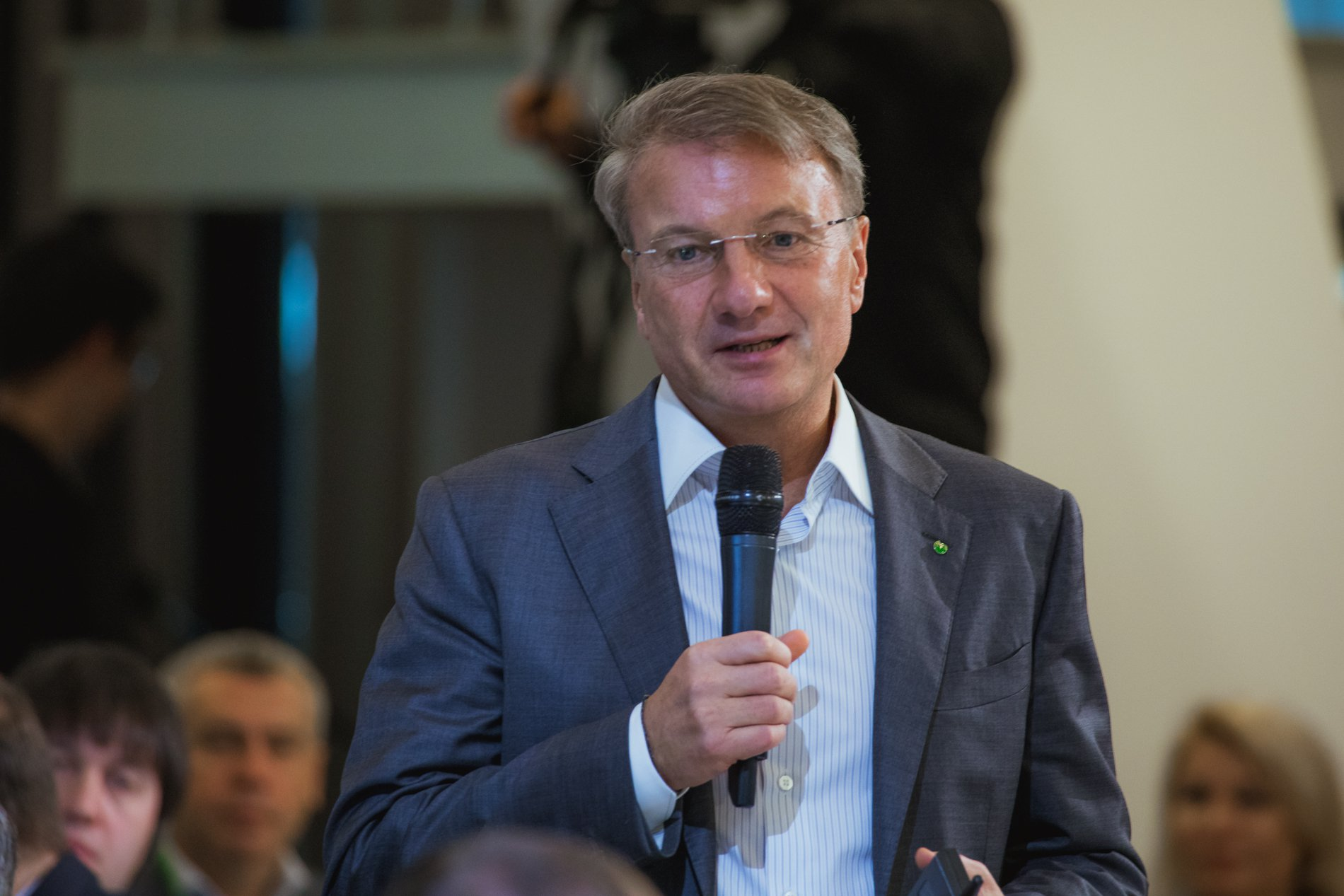
Herman Gref (2019)

Herman Oskarowitsch Gref (Hermann Oskarowitsch Gräf) (russisch Герман Оскарович Греф, wiss. Transliteration German Oskarovič Gref; * 8. Februar 1964 in Panfilowo, Oblast Pawlodar, Kasachische SSR, Sowjetunion) ist ein russischer Politiker und Manager. Zwischen Mai 2000 und September 2007 war er Minister für wirtschaftliche Entwicklung und Handel der Russischen Föderation. Seit November 2007 ist er Vorstandsvorsitzender der Sberbank. Gref gilt als Befürworter liberaler Wirtschaftspolitik.
Auf der Forbes-Liste der bestbezahlten russischen Manager 2015 stand Gref mit einem Jahreseinkommen von 13,5 Millionen US-Dollar auf Platz 6.

## Leben
Ein Teil der Vorfahren Grefs immigrierte unter der Regentschaft der deutschstämmigen Zarin Katharina der Großen ins Russische Kaiserreich. Sein Großvater väterlicherseits wanderte 1913 nach Russland ein, da ihn die Petersburger Universität als Professor für Philosophie berufen hatte. In seinem Amt lehrte er griechische Literatur.
Stalin ließ 1941 die Grefs im Zuge der Umsiedlung der Wolgadeutschen nach Kasachstan zwangsumsiedeln. In ihrem Dorf lebten sie mit ebenfalls zwangsumgesiedelten Griechen und Tschetschenen zusammen. Seine Mutter, eine studierte Wirtschaftswissenschaftlerin, arbeitete damals als Buchhalterin, sein Vater Oskar als Schlosser. In der Familie wurde Deutsch und Russisch gesprochen.
Nach dem Schulabschluss war er in der landwirtschaftlichen Verwaltung in Jertis als juristischer Berater der landwirtschaftlichen Gebietsadministration tätig. Von 1982 bis 1984 leistete er seinen Wehrdienst bei einer Polizei-Sondereinsatztruppe in der Stadt Tschapajewsk ab, anschließend studierte er Rechtswissenschaft an der Staatlichen Universität Omsk und schloss das Studium 1990 mit Auszeichnung ab. Kurze Zeit später ging er nach Leningrad und arbeitete dort als wissenschaftlicher Angestellter an der Staatlichen Universität Leningrad, in dieser Zeit lernte er auch den späteren Präsidenten Wladimir Putin kennen.
Von 1991 bis 1992 war er Justiziar der ersten Kategorie beim Komitee für wirtschaftliche Entwicklung und Vermögen der Stadtverwaltungen von Petrodworez und Sankt Petersburg.
1994 wurde Gref dann in die Stadtverwaltung zum stellvertretenden Vorsitzenden des Komitees des Direktors des Departements für Grundvermögen sowie zum ersten Vorsitzenden des Komitees zur Verwaltung des Grundvermögens der Stadtverwaltung Sankt Petersburgs befördert, wo er in den nächsten Jahren unter anderem eine fehlgeschlagene Reform des Wohnungswesens mit initiierte. Im September 1997 wurde unter dem damaligen Gouverneur Wladimir Jakowlew neuer Vize-Gouverneur und Vorsitzender des Komitees zur Verwaltung des Grundvermögens der Stadtverwaltung Sankt Petersburgs.
Am 12. August 1998 wurde Gref auf Empfehlung des Reformers Anatoli Tschubais zum stellvertretenden Minister für die Verwaltung des Staatseigentums ernannt. Danach wurde Gref in Aufsichtsratsgremien von Firmen gewählt, bei denen der Staat die Kontrollmehrheit der Aktien besitzt: Swjasinvest (Telekommunikation), Gasprom (Gaskonzern), Aeroflot (Luftfahrt), Transneft (Ölindustrie), Petersburger Hafen, Petersburger Fernsehen. Er war auch im Vorstand des Wertpapierkomitees und hatte die Leitungsfunktion in der Regierungskommission zur Kontrolle des Föderalen Dienstes für finanzielle Sanierung und Konkurswesen.
Im Januar 2000 wurde er Vorsitzender des Zentrums für Strategische Forschung, das bis 2010 ein liberales Wirtschaftsreformprogramm für Russland ausarbeiten und umsetzen helfen sollte.
Am 18. Mai 2000 wurde Gref Minister für wirtschaftliche Entwicklung und Handel in der Regierung der Russischen Föderation unter dem neuen Ministerpräsidenten Michail Kasjanow. Auch nach dem Rücktritt des letzteren behielt Gref diesen Posten unter Michail Fradkow noch bis zu dessen Rücktritt am 12. September 2007. In seiner Zeit als Wirtschaftsminister war Gref unter anderem Mitinitiator der Einrichtung des Stabilisierungsfonds für staatliche Einnahmenüberschüsse aus dem Erdöl- und Erdgasgeschäft sowie einer der Befürworter für den Beitritt Russlands zur WTO.
Am 10. April 2000 wurde Gref zum Wirklichen Staatsrat 1. Klasse der Russischen Föderation befördert.
Nach dem Rücktritt als Minister wurde Gref am 28. November 2007 auf einer außerordentlichen Aktionärsvollversammlung zum Präsidenten und Vorstandsvorsitzenden der Sberbank gewählt, einem der größten Kreditinstitute Russlands. Er ist zudem Vorstandsmitglied mehrerer staatlicher russischer Großkonzerne, darunter Gazprom und Svyazinvest, und Mitglied im Lenkungsausschuss des Petersburger Dialogs.
2009 wollte er mit Magna und dem russischen Autohersteller GAZ den Opel-Konzern kaufen. Der stetig wachsende russische Markt wäre seiner Meinung nach für Opel eine große Chance gewesen. Trotz der Unterstützung durch Bundeskanzlerin Merkel sagte General Motors zwölf Stunden vor Vertragsunterzeichnung ab.
2018 wurde Gref auf der Putin-Liste der Vereinigten Staaten gelistet.

## Positionen und Kontroversen
Auf dem Gaidar-Forum im Januar 2016, einer der größten Wirtschaftsveranstaltungen Russlands, sorgte der Sberbank-Chef Gref für große Empörung in russischen Regierungskreisen, als er äußerte, Russland habe den Wettlauf in der Weltwirtschaft bereits verloren und befände sich im Feld der „Downshifter“-Staaten.
Er tritt für die Privatisierung von Rosneft ein. Er hält es für einen Fehler, im Erdölsektor ein Monopol zu errichten. Auch bei der Sberbank begann er mit der Privatisierung. 25 Prozent Anteil des Staates reichen seiner Auffassung nach langfristig aus, um den staatlichen Einfluss zu sichern.

## Privates
Seine erste Ehefrau Jelena Velikanova lernte er in Kasachstan während der Schulzeit kennen. Sie arbeitete als Deutschlehrerin in einer Militärschule bei Petersburg. Er ist zum zweiten Mal verheiratet, seine zweite Gattin Jana ist Designerin. 2006 wurde eine gemeinsame Tochter geboren, der Sohn aus erster Ehe, Oleg, studierte in Russland und Deutschland und wurde wie der Vater Jurist.

## Zitat
Ich glaube nicht an Staatswirtschaft. Ich denke, dass alles, was privatisiert werden kann, auch privatisiert werden muss. Ich verstehe nicht, warum der Staat so große Banken in seinem Eigentum haben muss. Sberbank und VTB und alle anderen Finanzinstitute, an denen der Staat noch beteiligt ist, müssen privatisiert werden. Das ist eine langfristige Aufgabe von vielleicht zehn Jahren, aber es muss sein. Das ist meine prinzipielle Sichtweise. Ich arbeite jetzt mehr als fünf Jahre mit meinem Team bei der Sberbank. Wir arbeiten nicht acht Stunden pro Tag, sondern zwischen 12 und 16, auch am Wochenende. Ich habe hart gearbeitet, um die Philosophie der Sberbank zu ändern, von einer staatlichen Philosophie zu einer Marktphilosophie. Stabilität, der Bestand dieser Philosophie kann nur durch private Investoren garantiert werden.

## Auszeichnungen
- Dank des Präsidenten der Russischen Föderation
- Verdienstorden für das Vaterland III. Klasse
- Alexander-Newski-Orden
- Orden der Ehre